# Nijneoudinsk
Nijneoudinsk (en russe : Нижнеудинск) est une ville de l'oblast d'Irkoutsk, en Russie.Sa population s'élevait à 32 858 habitants en 2021.

## Géographie
Nijneoudinsk est située dans le sud de la Sibérie, à 448 km au nord-ouest d'Irkoutsk. Elle est arrosée par la rivière Ouda, dans le bassin de l'Ienisseï,  

## Histoire
L'origine de la ville remonte à la fondation en 1648 de Pokrovski Gorodok par des Cosaques. Un ostrog fut créé en 1649, et agrandi en 1664. En 1783, la localité reçut le statut de ville ainsi que le nom de Nijneoudinsk.
Nijneoudinsk fut longtemps un marché régional pour l'or, les produits de la chasse et de l'élevage.

## Population
Recensements (*) ou estimations de la population
| 1856  | 1897* | 1926*  | 1931   | 1959*  | 1970*  |
| ----- | ----- | ------ | ------ | ------ | ------ |
| 2 400 | 5 752 | 10 400 | 10 900 | 38 761 | 39 743 |

| 1979*  | 1989*  | 2002*  | 2004   | 2005   | 2006   |
| ------ | ------ | ------ | ------ | ------ | ------ |
| 41 399 | 43 759 | 39 624 | 39 200 | 38 844 | 38 370 |

| 2007   | 2008   | 2009    | 2010*  | 2012   | 2013   |
| ------ | ------ | ------- | ------ | ------ | ------ |
| 37 776 | 37 382 | 370 900 | 36 999 | 36 326 | 35 500 |

| 2014   | 2015   | 2016   | 2017   | 2018   | 2019   |
| ------ | ------ | ------ | ------ | ------ | ------ |
| 34 813 | 34 235 | 34 049 | 33 954 | 33 918 | 33 971 |

| 2020   | 2021   | - | - | - | - |
| ------ | ------ | - | - | - | - |
| 33 616 | 32 858 | - | - | - | - |

## Transports
Nijneoudinsk se trouve sur le chemin de fer Transsibérien, au kilomètre 4679 depuis Moscou. 